# Serbia și Muntenegru
Serbia și Muntenegru (în sârbă Cрбија и Црна Гора / Srbija i Crna Gora), cunoscută până în 2003 drept Republica Federală Iugoslavia, RF Iugoslavia sau pur și simplu Iugoslavia, a fost o țară în sud-estul Europei situată în Balcani, care a existat din 1992 până în 2006, după destrămarea Republicii Socialiste Federale Iugoslavia (RSF Iugoslavia), care se învecina cu Ungaria la nord, România la nord-est, Bulgaria la sud-est, Macedonia la sud, Croația și Bosnia și Herțegovina la vest și Albania cu sud-vestul. Statul a fost fondat la 27 aprilie 1992 și organizat sub formă de federație care cuprinde Republica Serbia și Republica Muntenegru. În februarie 2003, a fost transformată dintr-o republică federală într-o uniune politică până când Muntenegru s-a separat de uniune în iunie 2006, ceea ce a dus la independența deplină atât a Serbiei, cât și a Muntenegrului.
Ambițiile de a fi unicul stat succesor legal al RSF Iugoslavia nu au fost recunoscute de către Națiunile Unite, în urma adoptării Rezoluției 777 a Consiliului de Securitate al Organizației Națiunilor Unite, care a stipulat că Republica Socialistă Federativă Iugoslavia a încetat să mai existe, iar Republica Federală Iugoslavia era un stat nou. Toate fostele republici aveau dreptul la succesiune de stat, în vreme ce niciuna dintre ele nu a continuat autoritatea juridică internațională a RSF Iugoslavia. Cu toate acestea, guvernul lui Slobodan Milošević s-a opus oricăror astfel de revendicări și, ca atare, RF Iugoslavia nu i s-a permis să se alăture Națiunilor Unite.
Iugoslavia a fost izolată pe plan internațional, fiind privită ca un paria de comunitatea internațională, o reputație agravată de conflictul din Kosovo din 1999, care a implicat confruntări directe cu NATO iar sancțiunile economice severe au afectat grav țara, economia rămânând într-o stare catastrofală pe tot parcursul anilor 1990. Drept urmare, țara cunoscut o hiperinflație între 1992 și 1994. Implicarea RF Iugoslaviei în războaiele iugoslave s-a încheiat odată cu Acordul de la Dayton, care a recunoscut independența Republicilor Croația, Slovenia și Bosnia și Herțegovina, precum și înființarea relațiilor diplomatice între state și i-a fost garantat un rol populației sârbe în viața politică bosniacă. Ulterior, datorită creșterii separatismului în Provinciei Autonome Kosovo și Metohia, o regiune a Serbiei populată în procent majoritar de etnici albanezi, a condus la insurecție a Armatei de Eliberare din Kosovo, un grup separatist albanez. Declanșarea Războiului din Kosovo a reintrodus sancțiunile occidentale, precum și implicarea ulterioară a Occidentului în conflict. Conflictul s-a încheiat cu adoptarea Rezoluției 1244 a Consiliului de Securitate al Organizației Națiunilor Unite, care a oferit garanția separării economice și politice în Kosovo față de RF Iugoslavia, pentru a fi plasată sub Administrația ONU.
Dificultățile economice și războiul s-au răsfrâns tot mai mult față de guvernul lui Slobodan Milošević și aliațiilor săi, care conduceau atât Serbia, cât și Muntenegru ca o dictatură reală. În cele din urmă acestea au culminat cu revoluția buldozer, care i-au răsturnat guvernul și l-au înlocuit cu Vojislav Koštunica din partea Opoziției Democrate din Serbia, și a obținut statut de membru al ONU.
Republica Federală Iugoslavia și-a încetat existența în 2003, după ce Adunarea Federală a Iugoslaviei a votat pentru adoptarea Cartei Constituționale a Serbiei și Muntenegrului, care a înființat Uniunea Statală Serbia și Muntenegru. Prin urmare, numele Iugoslavia a fost consemnat în istorie. Întrucât a existat o creștere pentru pentru dobândirea independenței în Muntenegru, care a fost condusă de Milo Đukanović, în Constituția Serbiei și Muntenegrului a fost inclusă o clauză care a permis organizarea unui referendum cu privire la dilema independenței Muntenegrului, trei ani mai târziu. În urma referendumului din 21 mai 2006 a fost votată independența statului. Prin urmare s-a desființat Uniunea Statală Serbia și Muntenegru și-au format republicile independente Muntenegru și Serbia, aceasta din urma devenind o țară fără ieșire la mare.

## Nume
Țara a fost cunoscută cu denumirea Republica Federală Iugoslavia și s-a format ca urmare a destrămării Iugoslaviei și a pretins să fie unicul stat succesor al fostei federații. Cu toate acestea, Comisia Baditern a declarat că noul stat nu poate fi considerată singura republică succesoare și este nevoită să aplice pentru un statut nou de membru în organizațiile internaționale. În 2003 parlamentul iugoslav a proclamat Serbia și Muntenegru.

## Istorie

### Fondare
Odată cu dizolvarea Republicii Socialiste Federative Iugoslavia și a instituțiilor sale în anii 1990, doar Serbia ș Muntenegru au fost de acord să continue existența statului iugoslav, și a elaborat o nouă constituție pentru noul stat. Astfel, cele două republici au proclamat Republica Federală Iugoslavia pe 27 aprilie 1992. Căderea comunismului în Europa de Est a însemnat pentru noul stat să facă schimbări democratice. Simbolurile comuniste au fost abandonate: steaua roșie a fost scoasă de pe drapel iar stema a fost înlocuită printr-un vultur alb cu două capete cu pajurile Serbiei și ale Muntenegrului în interiorul acesteia. Noul stat a abandonat președenția colectivă ale fostei RSFI și a înlocuit-o printr-un sistem care era constituit dintr-un singur președinte, care era inițial anumit prin acordul republicilor Serbia și Muntenegru până în 1997 când președintele era ales prin vot direct.

### Războaiele iugoslave
După destrămarea federației, republicile Serbia și Muntenegru au dorit includerea în granițele noii entități politice și teritoriile în care sârbii constituiau o majoritate în Croația și Bosnia, însă această ipoteză a devenit o problemă. Pe 7 septembrie 1991, Lord Carrington a convocat la Haga o conferință pentru rezolvarea conflictului din Croația dar și pentru prevenirea eventualelor conflicte din Iugoslavia, fiind chemați la discuții reprezentanții celor șase republici.  Slobodan Milošević, care era la acea vreme Președintele Serbiei, acceptase inițial planul, însă pe 18 octombrie 1991 se răzgândise și l-a respins, argumentând că varianta finală a planului prevedea ca fiecare republică iugoslavă să devină suverană și independentă. Restul liderilor iugoslavi, inclusiv Momir Bulatović, Președintele Muntenegrului care era apropiat al lui Milošević, au acceptat planul. Milošević a fost surprins de decizia protejatului său, afirmând într-o discuție purtată cu diplomatul olandez Henri Wejnaendts că „Momir nu va mai fi președinte în Muntenegru pentru mult timp”. În urma presiunilor și a informațiilor transmise prin presă, Bulatović a fost nevoit să își schimbe decizia susținând opinia lui Milošević.
Pe 26 decembrie 1991, Guvernul Serbiei anunțase că Serbia, Muntenegru și Republica Sârbă Krajina (entitate nerecunoscută internațional) din Croația vor constitui „a treia Iugoslavie”. Începând din vara anului 1991 s-au depus eforturi pentru includerea RS Bosnia și Herțegovina în cadrul federației, negocierile fiind purtate între reprezentantul Organizației Musulmanilor Bosniaci, Adil Zulfikarpašić și conducerea Partidului Democrat Sârb din Bosnia și Herțegovina (SDS). Zulfikarpašić avea convingerea că Bosnia putea să aibă beneficii de urma unei uniuni cu Serbia, Muntenegru și Krajina, prin urmare a sprijinit o uniune care să asigure unitatea dintre sârbi și bosniaci. Discuțiile, care au fost purtate între reprezentanții principalelor trei grupuri etnice (musulmani, sârbi și croați), pe tema împărțirii teritoriului bosniac au eșuat; drept urmare, sârbii și croații bosniaci au înființat mai multe entități separatiste pe spațiul Bosniei.
Armata Iugoslavă (JNA) s-a retras la începutul anului 1992 din Slovenia și Croația, majoritatea trupelor fiind staționate în Bosnia. Prin aceasta, Milošević a ordonat printr-o directivă secretă, transferul tuturor ofițerilor sârbi născuți în Bosnia în vederea creării unei noi armate a sârbilor bosniaci.
Deoarece autoritățile sârbo-muntenegrene nu au respectat Rezoluția 752 a Consiliului de Securitate ONU, care solicita stoparea luptelor din Bosnia și Herțegovina, retragerea Armatei Iugoslave și predarea tuturor armelor sub control internațional, au fost impuse sancțiuni economice asupra RFI pe 30 mai 1992 prin adoptarea Rezoluției 757 de Consiliul de Securitate al ONU. Sancțiunile aplicate de ONU au fost cele mai drastice măsuri de embargo economic, izolare diplomatică, culturală, etc. pe care comunitatea internațională le-a impus unui stat. Acestea prevedeau și interzicerea tuturor exporturilor din Serbia și Muntenegru, precum și a tuturor importurilor, exceptând proviziile alimentare și medicamentele. Zborurile internaționale către și din Serbia și Muntenegru au fost interzise iar activitățile diplomatice au fost de asemenea reduse. Tranzacțiile financiare au cunoscut o limitare severă asemănătoare tuturor legăturilor de transport; cooperările în domeniul științific, tehnic, cultural și sportiv au fost întrerupte. Prin impunerea sancțiunilor, Serbia se văzuse izolată complet la nivel internațional. Milošević a declarat cu emfază: „Blocada economică nu va face altceva decât să restructureze economia noastră, să o facă mai competitivă” iar sancțiunile urmau să fie prezentate poporului sârb ca o dovadă a existenței unei „conspirații mondiale” declanșate împotriva lui.

### Colapsul economic în perioada războaielor iugoslave
În urma adoptării sancțiunilor economice de către comunitatea internațională împotriva RF Iugoslavia, economia acesteia a suferit un colaps. Sancțiunile asupra combustibilului au dus la golirea stațiilor de alimentare din întreaga țară, iar activele externe au fost confiscate. Venitul mediu al locuitorilor din RF Iugoslavia s-a înjumătățit, scăzând de la 3.000 de dolari la 1.500 de dolari. Se estimează că aproximativ 3 milioane de iugoslavi (sârbi și muntenegreni) trăiau sub pragul sărăciei, ratele sinuciderilor au crescut cu 22%, iar spitalele nu aveau echipamente de bază. În plus, legăturile de aprovizionare au fost întrerupte, ceea ce a împiedicat creșterea economiei iugoslave, iar importurile și exporturile necesare industriei nu au mai fost posibile, forțând închiderea acestora.  Starea precară a economiei iugoslave a afectat, de asemenea, capacitatea acesteia de a purta război, iar după 1992, RF Iugoslavia a avut un rol militar extrem de limitat în cadrul războaielor iugoslave, deoarece unitățile Armatei Iugoslave (VJ) nu au putut opera fără petrol sau muniții.
Pe lângă acestea, în perioada 1992-1994, dinarul iugoslav a trecut printr-o hiperinflație majoră, inflația atingând 313 milioane la sută, a doua cea mai gravă hiperinflație din istorie. Multe regiuni din RF Iugoslavia, inclusiv întregul Muntenegru, au adoptat marca germană și euro în locul dinarului iugoslav. Sancțiunile internaționale au paralizat economia iugoslavă, împiedicând-o să joace un rol activ în sprijinirea republicilor separatiste sârbe. După Acordul de la Dayton, Consiliul de Securitate al ONU a votat ridicarea majorității sancțiunilor, însă acestea au fost reimpuse odată cu izbucnirea unei insurgențe albaneze în Kosovo. Impactul economic de durată poate fi considerat unul dintre factorii care au contribuit la prăbușirea RF Iugoslavia și a regimului lui Slobodan Milošević, precum și la dorința tot mai accentuată a Muntenegrului de a părăsi Iugoslavia.

### Războiul din Kosovo
În Provincia Autonomă Kosovo și Metohia, dorința de independență a crescut în rândul populației majoritar albaneze. Deja luase naștere o Republică Kosova nerecunoscută, cu instituții clandestine. În 1996, Armata de Eliberare din Kosovo (UÇK), o miliție albaneză care milita pentru independența kosovară, a lansat atacuri care s-au soldat cu uciderea unui număr de 21 de civili, zece polițiști sârbi și alți oficiali și unsprezece albanezi kosovari. Insurgența de nivel scăzut a escaladat treptat. După ce Slobodan Milošević a fost ales președinte al Iugoslaviei în 1997, după două mandate ca președinte al Serbiei, acesta a ordonat desfășurarea unităților Armatei Iugoslave (VJ) în Kosovo pentru a suprima insurgența. Guvernele RF Iugoslavia și SUA au numit UÇK o organizație teroristă, în urma atacurilor repetate asupra forțelor de ordine iugoslave. În același timp, informațiile americane au indicat surse ilegale de arme ale UÇK, inclusiv raiduri în timpul crizei civile albaneze din 1997 și trafic de droguri. Cu toate acestea, există dovezi substanțiale că CIA a oferit instruire unor unități ale KLA, fără însă a le furniza arme și finanțare directă.
În 1998, a început războiul din Kosovo, pe fondul intensificării luptelor între UÇK și unitățile de poliție și armată iugoslavă trimise de Milošević. KLA, numeric și logistic inferioră, a adoptat tactici de gherilă. Poliția sârbă și VJ au atacat posturile UÇK, în timp ce UÇK a evitat confruntările directe, folosind atacuri teroriste, inclusiv bombardamente și ambuscade, pentru a diminua controlul iugoslav. Deși au obținut avantaje tactice, unitățile VJ s-au confruntat cu moral scăzut, iar atacurile au fost adesea îndreptate împotriva civililor. Între martie și iunie 1999, 863.000 de albanezi au fost expulzați forțat din Kosovo, iar 169.824 de sârbi și romi au fugit către Serbia Centrală, Voivodina sau Muntenegru până la 20 iunie 1999. Din 10.317 civili morți sau dispăruți între 1998 și 2000, 8.676 erau albanezi, 1.196 sârbi, iar 445 romi, bosniaci, muntenegreni și alte etnii. Guvernul sârb a a declarat 1.953 de decese sau dispariții în rândul populației sârbe, 361 albaneze și 266 ale altor civili datorită terorismului albanez în Kosovo-Metohija.
Comunitatea internațională a reacționat rapid, propunând în 1999 un plan de pace care a fost considerat de Iugoslavia un ultimatum din partea Statelor Unite. După refuzul guvernului iugoslav, NATO a lansat în martie 1999 lovituri aeriene împotriva țintelor militare și infrastructurii iugoslave, inclusiv drumuri, căi ferate, clădiri administrative și sediul Radio Televiziunii Sârbe. Campania NATO nu a fost aprobată de Consiliul de Securitate al ONU, din cauza temerilor privind un veto rusesc, ceea ce a generat controverse legate de legalitatea acțiunii. Consiliul de Securitate al ONU a adoptat Rezoluția 1160, reînnoind sancțiunile asupra armelor și petrolului împotriva RF Iugoslavia, ceea ce a afectat grav economia acesteia. Bombardamentele și sancțiunile continue au cauzat pierderi economice de sute de miliarde de dolari, obligând în final guvernul lui Milošević să accepte un acord internațional. Rezoluția 1244 a Consiliului de Securitate al ONU a acordat provinciei Kosovo o autonomie substanțială, stabilind o misiune ONU și retragerea completă a armatei iugoslave. Pagubele provocate RF Iugoslavia au fost uriașe, guvernul estimând pierderi de 100 de miliarde de dolari în infrastructură. Între 1.200 — 2.500 de civili au fost uciși, multe clădiri, afaceri, școli, centre medicale, sedii de mass-media și monumente culturale iar economiștii estimează daune directe de cel puțin 29 de miliarde de dolari cauzate de bombardamente.
După războiul din Kosovo, o insurgență de intensitate redusă a continuat în anumite părți din sudul Serbiei (Valea Preșevo), unde existau minorități albaneze. Cu toate acestea, insurgenții din cadrul UCPMB (Armata de Eliberare din Preševo, Medveđa și Bujanovac) au avut resurse limitate, iar Forțele Armate Iugoslave și poliția au reușit să înăbușe insurgența.

### Înlăturarea lui Slobodan Milošević
Șirul de înfrângeri, împreună cu prăbușirea completă a economiei iugoslave, a dus la o masivă nepopularitate a regimului dictatorial condus de Slobodan Milošević și aliații săi din Partidul Socialist al Serbiei. În septembrie 2000, pe fondul acuzațiilor de fraudă electorală, națiunea a fost zguduită de proteste de mare amploare. În cele din urmă, Milošević a fost înlăturat de la putere, iar Partidul Socialist al Serbiei a pierdut alegerile federale în fața Opoziției Democratice din Serbia. Ulterior, un nou guvern iugoslav a negociat cu Națiunile Unite, acceptând că nu era succesorul legal unic al Republicii Socialiste Federative Iugoslavia, și a fost admis în ONU. Milošević a fost ulterior judecat pentru genocid și crime de război în cadrul Tribunalului Penal Internațional pentru fosta Iugoslavie (TPIY), deși a murit în închisoare în 2006, înainte ca procesul său să se încheie. Responsabilitatea sa, în special în contextul acuzațiilor aduse în cadrul TPI, rămâne un subiect controversat în Serbia.

### Dezintegrare treptată
În 2002, Serbia și Muntenegru au ajuns la un nou acord privind continuarea cooperării, care, printre alte schimbări, a inclus promisiunea de a renunța la numele de Iugoslavia (deoarece făceau parte din Republica Federală Iugoslavia). La 4 februarie 2003, Parlamentul Federal al Iugoslaviei a creat o uniune de stat mai degajată sau confederație – Uniunea Statală Serbia și Muntenegru, deși numele Iugoslavia era încă frecvent utilizat. A fost adoptată o nouă cartă constituțională pentru a stabili cadrul de guvernare al țării.
În data de 21 mai 2006, muntenegrenii au votat în cadrul unui referendum pentru independență. UE a cerut ca referendumul programat să fie considerat valabil cu condiția participării la vot a cel puțin 50% a cetățenilor cu drept de vot și votului favorabil proclamării independenței a 55% dintre cetățenii care se prezintă la vot. Participarea populației la vot a depășit cu mult procentul minim de 50%, iar voturile în favoarea independenței țării au fost de 55,5%.
Proclamarea independenței Muntenegrului la 3 iunie 2006 și a Serbiei la 5 iunie 2006 a pus capăt confederației Serbia și Muntenegru, marcând astfel dispariția ultimelor vestigii ale fostei Iugoslavii.

## Împărțirea administrativă

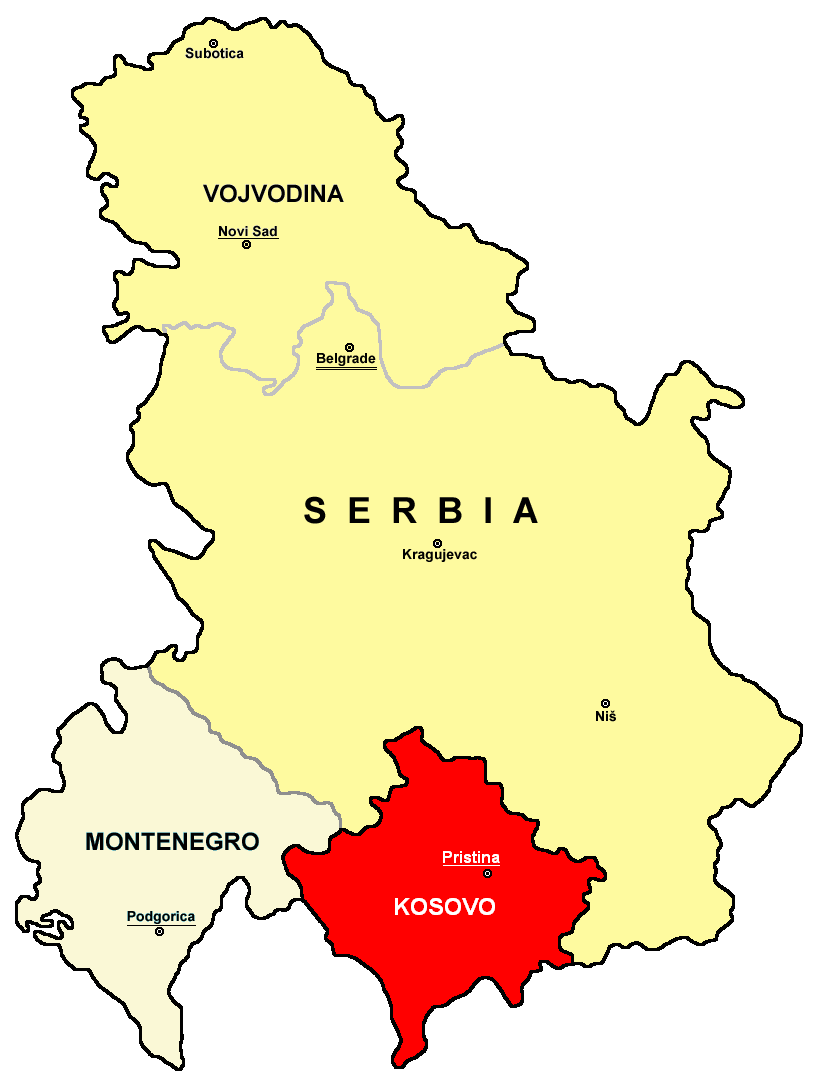
Harta subdiviziunilor teritoriale alea RF Iugoslavia

RF Iugoslavia a fost compusă din două unități politice, formate din două republici și două provincii autonome subordonate Serbiei:
- Republica Serbia (capitală: Belgrad), inclusiv Serbia Centrală:
  - Voivodina, provincie autonomă în cadrul Serbiei (capitală: Novi Sad).
  - Kosovo și Metohia, provincie autonomă în cadrul Serbiei (capitală: Priština). Din iunie 1999, Kosovo a devenit o entitate administrată interimară internațională
- Republica Muntenegru (capitală: Podgorița).

| Name                         | Capitală  | Drapel | Stemă |
| ---------------------------- | --------- | ------ | ----- |
| Republica Serbia             | Belgrad   |        |       |
| Provincia Autonomă Voivodina | Novi Sad  |        |       |
| Kosovo                       | Priština  |        |       |
| Republica Muntenegru         | Podgorița |        |       |

## Geografie
Serbia și Muntenegru aveau o suprafață de 102.350 de kilometri pătrați (39.518 mile pătrate), cu o linie de coastă de 199 de kilometri (124 de mile). Relieful celor două republici era extrem de variat: o mare parte din Serbia era alcătuită din câmpii și dealuri joase (cu excepția regiunii muntoase Kosovo și Metohija), în timp ce Muntenegru era dominat de munți înalți. Serbia avea ieșire la mare, litoralul a fost în întregime Muntenegrului. Clima era, de asemenea, diversificată: nordul avea o climă temperat-continentală (ierni reci și veri fierbinți); regiunea centrală prezenta o combinație de climă continentală și mediteraneană; iar sudul, de-a lungul coastei adriatice, avea o climă adriatică, cu veri și toamne fierbinți și uscate, în timp ce regiunile interioare aveau ierni reci și ninsori abundente.
Belgradul, cu o populație de 1.574.050 de locuitori, a fost cel mai mare oraș din cele două națiuni și singurul de dimensiuni semnificative. Celelalte orașe principale ale țării au fost Novi Sad, Niš, Kragujevac, Podgorița, Subotica, Priștina și Prizren, fiecare cu populații de cuprinse între 100.000-250.000 de oameni.

## Demografie
RF Iugoslavia a avut cea mai variată demografie decât marea majoritate a țărilor europene. Conform statisticii din 1991, Republica Federală avea 10.394.000 de locuitori. Printre cele mai numeroase grupuri etnice se numără sârbii, albanezii și muntenegrenii. Țara a avut și populații semnificative de maghiari, iugoslavi, musulmani, croați, slovaci, macedoneni, români, bulgari și alții. Majoritate diversității etnice se situau în provinciile autonome Voivodina și Provincia autonomă Kosovo și Metohia unde era concentrat un număr mai mic de alte grupuri minoritare. Albanezii erau predominanți în provincia Kosovo iar în Valea Preševo din Serbia și în orașul Ulcinj din Muntenegru constituiau o populație mai puțin numeroasă. Populația de musulmani slavi, inclusiv bosniaci și gorani a trăit mai ales în regiunea de frontieră federală Sandžak (în principal Novi Pazar din Serbia și Rožaje din Muntenegru). La momentul existeței statului, muntenegrenii s-au considerat și declarat sârbi.
| Grup etnic   | Recensământul din 1961 | Recensământul din 1961 | Recensământul din 1971 | Recensământul din 1971 | Recensământul din 1981 | Recensământul din 1981 | Recensământul din 1991 | Recensământul din 1991 |
| ------------ | ---------------------- | ---------------------- | ---------------------- | ---------------------- | ---------------------- | ---------------------- | ---------------------- | ---------------------- |
| Grup etnic   | Populație              | Procent                | Populație              | Procent                | Populație              | Procent                | Populație              | Procent                |
| Sârbi        | 5.718.800              | 70,5%                  | 6.056.300              | 67,5%                  | 6.201.600              | 62,6%                  | 6.504.000              | 62,5%                  |
| Albanezi     | 725.600                | 8,9%                   | 1.020.400              | 11,4%                  | 1.340.800              | 13,6%                  | 1.714.800              | 16,5%                  |
| Muntenegreni | 488.700                | 6%                     | 480.900                | 5,4%                   | 547.900                | 5,5%                   | 519.800                | 5%                     |
| Iugoslavi    | 21.600                 | 0,3%                   | 134.800                | 1,5%                   | 473.200                | 4,8%                   | 349.800                | 3,4%                   |
| Unguri       | 449.900                | 5,6%                   | 430.600                | 4,8%                   | 390.700                | 4%                     | 344.100                | 3,3%                   |
| Musulmani    | 124.100                | 1,5%                   | 224.600                | 2,5%                   | 293.200                | 3%                     | 336.000                | 3,2%                   |
| Croați       | 207.100                | 2,6%                   | 194.100                | 2,2%                   | 156.300                | 1,6%                   | 111.600                | 1,1%                   |
| Slovaci      | 77.800                 | 0,9%                   | 76.800                 | 0,8%                   | 73.200                 | 0,7%                   | 66.900                 | 0,6%                   |
| Macedoneni   | 36.900                 | 0,5%                   | 43.400                 | 0,5%                   | 49.900                 | 0,5%                   | 47.100                 | 0,5%                   |
| Români       | 59.500                 | 0,7%                   | 57.400                 | 0,6%                   | 53.800                 | 0,6%                   | 42.400                 | 0,4%                   |
| Bulgari      | 58.500                 | 0,7%                   | 54.200                 | 0,6%                   | 33.500                 | 0,3%                   | 26.900                 | 0,3%                   |
| Alte etnii   | 145.600                | 1,8%                   | 202.700                | 2,2%                   | 283.900                | 2,8%                   | 330.600                | 3,2%                   |